# Wiese (fiume)
Il Wiese (in alemanno Wiise) è un fiume di circa 55 km che scorre attraverso la Germania sudoccidentale e la Svizzera

## Etimologia
Il nome del fiume Wiese, è collegato probabilmente alla radice paleoeuropea vis, -is (acqua) e non ha nulla a che fare con il vocabolo tedesco Wiese (termine che in lingua tedesca vuol dire "prato erboso").

## Decorso
Il Wiese è il quarto fiume, in ordine di lunghezza, che nasce dalla Foresta Nera. Nasce dai monti Feldberg (a 1200 m s.l.m.) e Belchen, e termina nei pressi di Basilea, dopo un percorso di circa 55 chilometri, immettendosi nel Reno, all'altezza di 244 metri s.l.m. Dopo la nascita, dall'unione di due sorgenti, percorre la valle del Wiesen (Wiesental) e, con l'eccezione di Riehen e di Basilea (entrambe in Svizzera), attraversa alcune località abitate che fanno tutte parte del Circondario di Lörrach.